# Vendrennes
Vendrennes é uma comuna francesa na região administrativa da Pays de la Loire, no departamento de Vendéia. Estende-se por uma área de 16,92 km². Em 2010 a comuna tinha 1 764 habitantes (densidade: 104,3 hab./km²).